# Joseph-Ferdinand Daniel
Joseph-Ferdinand Daniel (4 novembre 1869, Saint-Esprit, Canada - 1er août 1940, Montréal, Canada) est un homme politique québécois. Il a été le député de la circonscription de Montcalm pour le Parti libéral de 1917 à 1929 et conseiller législatif dans De Lanaudière de 1929 à 1940.

## Biographie
Joseph-Ferdinand Daniel était le fils de Jean-Marie Daniel, un cultivateur, et d'Eulalie Julet Laverdure. Il fait ses études à l'école de sa paroisse natale, au Séminaire de Joliette et à l'Université Laval à Montréal. En 1896, il est admis à la pratique du notariat en 1896.
Vivant à Saint-Esprit, il fut élu une première fois comme député libéral dans Montcalm, sans opposition, lors de l'élection partielle du 12 novembre 1917. Il conserve son siège jusqu'à sa nomination au poste de conseiller législatif de la division de Lanaudière, le 30 octobre 1929.
En parallèle de sa carrière politique, il a été directeur de la Quebec Southern Power Corp. et de la compagnie de tabac Montcalm ltée (dont il a été l'un des actionnaires) de 1924 à 1927. Il est égalament secrétaire-trésorier de la municipalité de Saint-Esprit et du conseil de comté de Montcalm, ainsi que secrétaire-trésorier de la Commission scolaire de Saint-Esprit du 7 juin 1906 à juillet 1940. Il exerça les mêmes fonctions au sein de la Société d'agriculture du comté de Montcalm, du 30 septembre 1914 jusqu'à son décès.
Il avait épousé dans la cathédrale de Montréal, le 21 octobre 1902, Georgiana Fournier, fille de Joseph Fournier et de Georgiana Dufanet.
Son fils, Jean-Gaétan Daniel, a aussi été député de Montcalm, de 1935 à 1936.